# Teterow
Teterow (phát âm tiếng Đức: [ˈteːtəʁo]) là một đô thị của Đức, ở huyện Güstrow, trong bang Mecklenburg-Western Pomerania. Teterow có diện tích 47,17 km2, dân số thời điểm cuối năm 2006 là 9387 người.
Ở đây có nhà thờ St. Peter và Paul xây năm 1215 theo phong cách kiến trúc Hậu Rôman.
Năm 1989 có khoảng 100 người Việt Nam đến sống và làm việc tại Teterow trong một xưởng may phía sau Bahnhof là VEB Kleiderwerk Altentreptow - werk Teterơw